# Jeremias Ferens
Jeremias (nascido: Eliseu Ferens, 29 de dezembro de 1962, Papanduva, Brasil) é um religioso ortodoxo brasileiro. Desde 1993, bispo eparca de Curitiba e América da Sul da Igreja Ortodoxa Ucraniana em Diáspora, e desde 1995, bispo titular de Aspendos sob o Patriarcado Ecumênico de Constantinopla. Em 2008 foi elevado a arcebispo titular.

## Biografia
Nascido em Papanduva, no interior de Santa Catarina, em 1962 com o nome de Eliseu, filho de Antônio e Tereza Krochmalny Ferens; é descendente de ucranianos. Mudou-se ainda jovem para o Paraná, onde estudou filosofia. Em 1988, foi tonsurado monge nos Estados Unidos, adotando o nome de "Jeremias". No ano seguinte, concluiu seus estudos no St. Sophia Seminary, em Nova Jérsei, e recebeu diaconato e presbiterato em Nova Iorque pelo metropolita Mstislav Skripnik, primaz da Igreja Ortodoxa Ucraniana dos Estados Unidos.
Em 1993, mesmo ano da morte de Mstislav, Jeremias foi eleito bispo para a América do Sul, e, em 1995, a jurisdição norte-americana à qual Jeremias estava sujeito uniu-se à Ortodoxia canônica sob o Patriarcado de Constantinopla e ele foi intitulado bispo de Aspendos.
No ano de 2008, o Santo Sínodo de Constantinopla tomou a decisão de elevar a diocese titular de Aspendos a metrópole titular. Por esta razão, desde então Jeremias usa o título de arcebispo metropolitano.